# Hangszercsalád

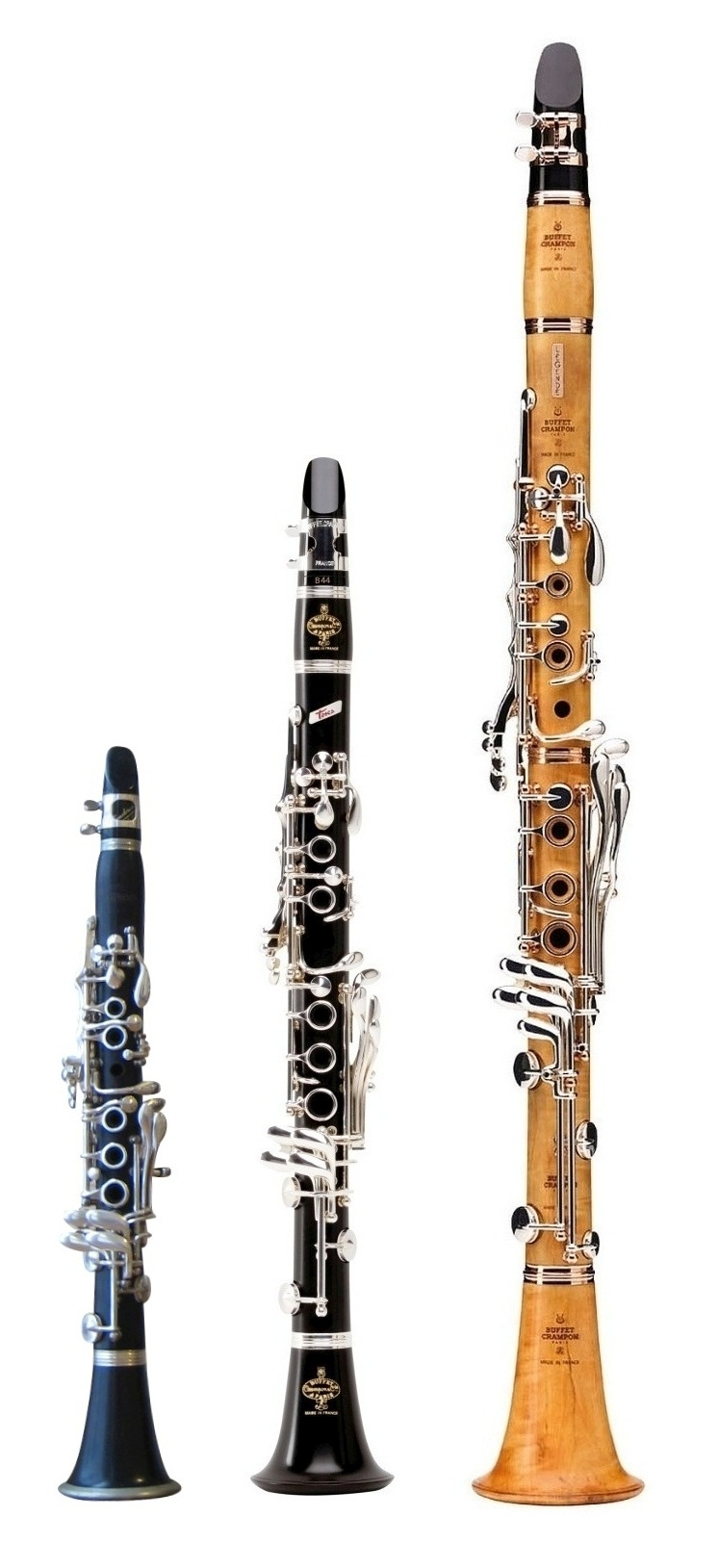
Három tag a klarinét hangszercsaládjából: Asz-klarinét, Esz-klarinét és a normál B-klarinét

Azokat a hasonló hangszereket mondjuk egy hangszercsalád tagjainak, amelyek csupán hangmagasságban, méretben, és esetleg kis mértékben hangterjedelmükben térnek el egymástól. Egyéb tulajdonságaikban egy hangszercsalád tagjai egyformák: teljesen azonos a hangképzés módja, és jellemzően nem változik a hangszerek alapanyaga és alakja. 
Ha kivételesen mégis változik egy hangszercsaládon belül a hangszeralak vagy a hangszer tartása, az kizárólag azért adódik, mert a mélyebb, nagy méretű hangszereket is könnyen kezelhetővé kell tenni a zenész számára.
Minden kultúrában találkozunk azzal a jelenséggel, hogy egy hangszert több méretben és több hangolásban is használnak, de a tudatos rend szerint felépített hangszercsaládok speciálisan a nyugat-európai instrumentális zenére jellemzőek.

## A hangszercsaládok születése
A tudatos és szabályos hangszercsaládépítés 16. századi, reneszánsz jelenség, mögöttes oka pedig az egységes hangzásra való törekvés. A reneszánsz esztétikája a letisztult, átlátható hangzásra törekedett, hogy a felcsendülő zene minden szólama azonos hangszínnel szólaljon meg. Ennek az elvárásnak kezdettől megfelelt a legkézenfekvőbb egységes hangzást produkáló együttes: a kórus, ha a különféle hangfekvésű énekeseket nem kísérték hangszerek. Az egységes hangzásra való törekvés következtében kialakuló hangszercsalád-együtteseket reneszánsz szóval konszortnak nevezzük.

### Az egységes hangzásra való törekvés okai
Az egységes hangzásra való igény megszületésének több oka lehetett. Egyrészt a 16. század elejére sokféle hangszert használtak Európában (Ajaksípos hangszerek, pl.: furulya, dupla és szimpla nádnyelves hangszerek, pl.: görbekürt, duda, tölcséres fúvókájú hangszerek, pl.: harsona, vonós hangszerek pl.: fidula, pengetős hangszerek, pl.: lant, ütőshangszerek stb.), de ezek a hangszertípusok még nem alakították ki a maguk zenekari szerepét, s mivel hangerejük és hangszínük igen eltérő volt egymástól, ha egyszerre szólaltak meg, az érdesebb, hangosabb hangszerek  elnyomhatták a lágyabbakat.
További problémát jelentett az, hogy a zeneszerzők ekkoriban még nem írtak elő műveikhez pontos hangszerelést, azt, hogy a szólamok milyen zeneszerszámon szólalnak meg, az előadókra bízták.
Ezért alakult ki, hogy a 16. század hangszeregyütteseiben a különféle hangszercsaládok tagjai csak ritkán és megkötésekkel játszottak együtt.

### Hangtávolságok egy hangszercsalád tagjai között
A 16. század zenetudománya két reneszánsz alapgondolatra építette fel a hangszercsaládokat. Az egyik gondolat az emberközpontúság, a másik a matematika és a zenei arányok, mint a szépség garanciája és esszenciája.

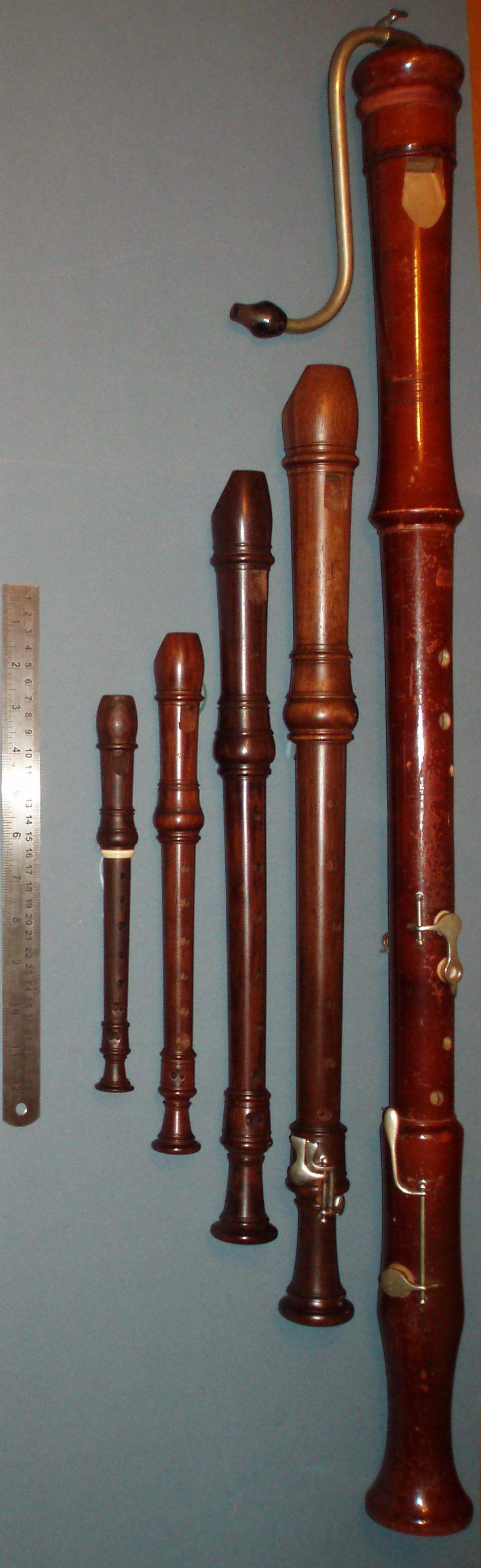
A furulya hangszercsaládjának öt legelterjedtebb tagja: basszus-, tenor-, alt-, szoprán- és szopranínófurulya

Emberi adottság, hogy a középmagas férfi és női hangfekvés közt egy oktáv távolság van (ezért könnyű férfiaknak és nőknek együtt énekelni, ekkor ugyanis szólamaik egyszerű oktávpárhuzamban mozognak). 
A magas és mély férfi hangfekvés, illetve a magas és mély női hangfekvés között nagyjából fél oktáv a különbség. Mindezek miatt kézenfekvő az emberi hangfajok négy részre osztása: szoprán, alt, tenor, basszus néven, egymástól nagyjából fél oktávra meghatározva ezek távolságát. 
Analogikusan az emberi énekhang "hangszercsaládjáról" terjedt ki a terminológiai rend a reneszánsz hangszercsaládokra, mindenhol szoprán-, alt-, tenor-, basszus-, előtaggal látván el az alaphangszert, megjelölve négy méretét, melyek egymástól körülbelül fél-fél oktávnyi távolságra vannak.
Jelentős intonálási problémát jelentene, ha pontosan fél oktávnyira (szűkített kvint, ill. bővített kvart távolságra) szeretnénk hangolni szomszédos tagjait egy hangszercsaládnak. Különösen a lyukakkal ellátott fúvóshangszerek (furulyák, fuvolák, görbekürtök, pommerek, cinkek, stb.) játékát lehetetlenítette volna el ez a rendszer: két hangszercsaládon belüli szomszédos hangszer hangolása ily módon ugyanis a létező legtávolabb kerülne egymástól a kvintkörön.
A furulyák példáján nézve: ha egy C szopránfurulyán sorban nyitjuk ki ujjainkkal a lyukakat, akkor egy C-dúr skála hangjai szólalnak meg; ennél a hangsornál nincs előjegyzés. E szopránfurulyának pontosan fél oktávval mélyebb testvére egy Gesz (vagy Fisz) altfurulya volna, amin sorba nyitva a hanglyukakat egy Gesz-dúr (másképp Fisz-dúr) skála szólalna meg. Ez hat kereszt, illetve hat bé előjegyzésnyi távolságra van a szopránfurulya természetes hangfekvésétől, azaz a két furulya alapskálája az elképzelhető "legidegenebb" egymáshoz képest, bármilyen hangnemben akarnak játszani, három módosított hangnál kevesebbel nem "ússzák meg".

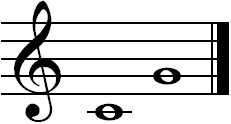
Tiszta kvint C-re

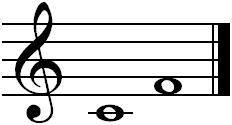
Tiszta kvart C-re

Ezért a fél-oktávhoz legközelebb eső, jóval természetesebb hangközök, a kvint és a kvart kerülnek szóba. A reneszánsz elején ragaszkodtak ahhoz, hogy a hangszercsaládok tagjai közt pontosan egyenlő hangközök legyenek, ezért a hangszercsaládok tagjait egymáshoz képest egységesen kvint távolságra hangolták, (lásd példaképp a reneszánsz fuvolák hangolását). A fafúvósok szempontjából még ez a rendszer is túlságosan sok bonyodalommal járt, ugyanis egy négytagú hangszercsalád szélső tagjai között már három előjegyzésnyi távolság van, és a villafogással megszólaltatható gyakori félhangok hamiskássá tették a konszort zenéjét.
A hamisság elkerülésére alakult ki a jelenleg is ismert kvart-kvint hangolási rendszer. Ebben a hangszercsalád minden második tagja azonos alaphangra hangolt, egymástól pontosan oktávnyi távolságra. Általában a szoprán és az alt hangszer között kvint, az alt és tenor hangszer között kvart, a tenor és basszus hangszer között pedig újra kvint távolság van. Ugyanígy felváltva előbb kvart majd újra kvint hangköznyire találjuk a hangszercsaládok tagjait, akár a szoprán hangszernél magasabb, akár a basszushangszernél mélyebb hangszereket vizsgáljuk.

## A hangszercsaládok sorsa a 17. századtól a 19. század derekáig

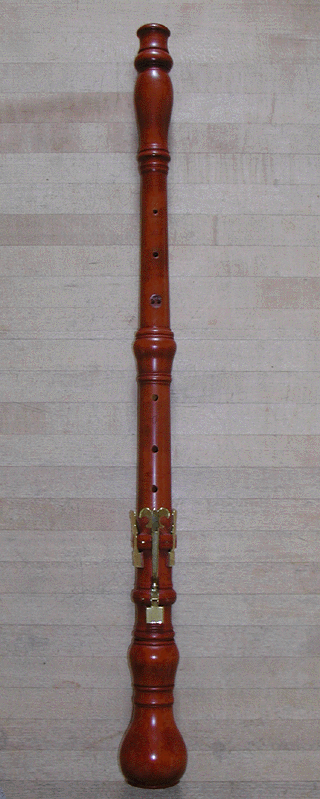
Oboa d’amore

Az 1600-as évektől a hangszercsaládok beszűkülése volt tapasztalható. Elsősorban a szélsőségesen magas és mély fekvésű hangszerek tűntek el, de a középső tagok közül is nem egy kiveszett a gyakorlatból (például a tenorbrácsa).
Ezzel párhuzamosan az egységes hangzás igénye megszűnt, kimentek a divatból a konszortok, és megjelentek az első zenekarok, ahol rögzített arányok szerint ugyan, de minden típusú hangszer megtalálható. 
A konszortok közül egyetlen maradt fenn, a hegedű hangszercsaládjának együttese: a vonósnégyes.
Noha a hangszercsaládok alapelvét nem felejtették el, és a születő új hangszereket minden esetben több méretben építették (v.ö.: chalumeau), az elnevezések lassan változni kezdtek. A tenor- illetve basszus- előtag ebben az időszakban már nem jelent biztos információt arra nézve, hogy a szoprán hangszerhez képest mennyivel mélyebb hangszerrel van dolgunk (v.ö.: basszusoboa).
A 18. század elejétől újra kis mértékű hangszercsaládképződés figyelhető meg. A fuvola mellett elterjed az altfuvola és a pikoló, megjelenik az oboa mellett az angolkürt, a fagott mellett a kvint és kvartfagott, valamint a kontrafagott, klarinét mellett a basszusklarinét. Ez a hangszercsaládképződés azonban hiányos, egy-két új tagot jelent csak.
Ebben az időben egyre gyakrabban alkotnak „szabálytalan” tagokat a hangszercsaládokban, amik az alaphangszertől nem kvint, vagy kvarttávolságra vannak, hanem például kis tercnyire, mint a fuvola d'amore, oboa d’amore, clarinet d'amore esetében. A különféle előjegyzések könnyebb lejátszására megjelennek a több keresztbe, illetve több bébe transzponáló fúvós hangszerek. A legnagyobb gazdagságát a hangszerméreteknek a klarinét hangszercsaládjában látjuk, itt szinte szekundonként találunk egy változatot.

## Hangszercsaládok 1846 után

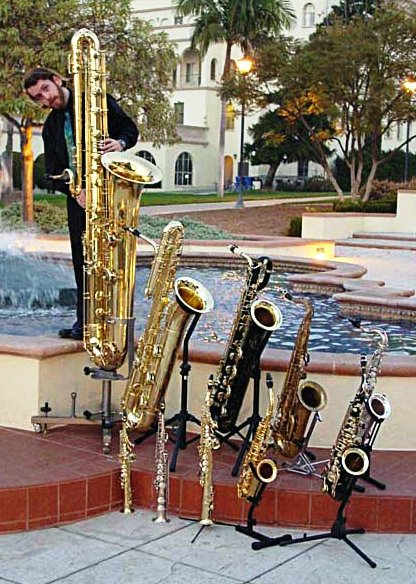
A szaxofon hangszercsaládjának tíz tagja. A legkisebbtől a legnagyobbig: szopranínó-, C szoprán-, B szoprán-, F mezzoszoprán-, alt-, C tenor-, B tenor-, bariton-, basszus-, kontrabasszusszaxofon.

Adolphe Sax nevéhez köthető a szabályosan felépített, teljes hangszercsalád újrafelfedezése, aki 1838-ban új hangszer fejlesztésébe kezdett, melyet alkotójáról szaxofonnak neveztek el. Ezt a hangszert már 1846-tól több méretben, szabályos hangszercsaládként gyártják, ahol az egyes méretváltozatokat egymástól kvart ill. kvint távolságra hangolják. A szaxofonkvartett megteremtésével pedig Adolphe Sax a reneszánsz konszortok gondolatát öltöztette új köntösbe, és hozta vissza a klasszikus zenébe. A szaxofon hangszercsaládjának analógiájára teljes családdal lépett színre hamarosan a szarruszofon, majd ezek hatására újra használni kezdték, vagy megalkották a rézfúvós hangszerek esetében is a hangszercsaládok minden tagját. 
A megjelenő új hangolású hangszerek gyakran elnyerték egy zeneszerző érdeklődését, és így a 19. század második felétől a szimfonikus nagyzenekar, mint kiforrott és nagy presztízsű előadói apparátus egyre gyakrabban kellett beengedjen soraiba ezekből az új hangolású hangszerekből, hogy a romantikus zenében speciális hatásokat keltsenek.
A 20. század közepétől a hegedű és a fuvola családjának bővülése szintén az emberi fül számára élvezhető teljes hangtartomány lefedésére vállalkozik. Ezek az új hangszerek konszortok tagjaként (fuvolazenekar), vagy az egyre terjedő műkedvelő kamarazenében, esetleg szólószerepben tűnnek fel.

## A hangszercsaládok tagjainak terminológiája
A napjainkban használatos hangszercsaládok mindegyikében más és más az egyes tagok megnevezése, nincs egységes terminológia. Gyakran még a szoprán- alt- tenor- basszus- alapnevek sem találhatók meg hiánytalanul, de még tarkább képet mutatnak a szoprán feletti és a basszus alatti hangszerek nevei.